# Свинячі перегони

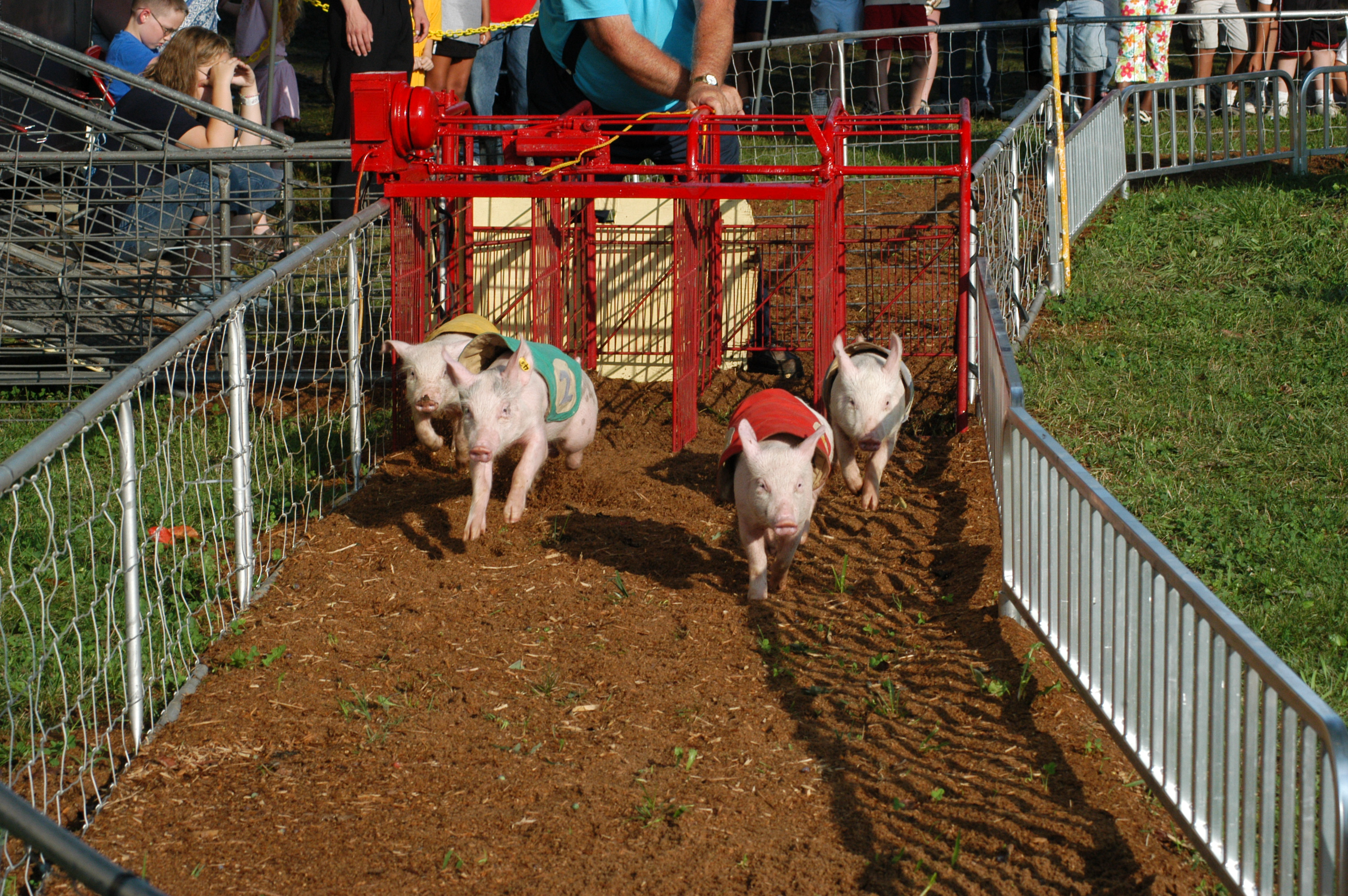
Свині біжать від стартових воріт.

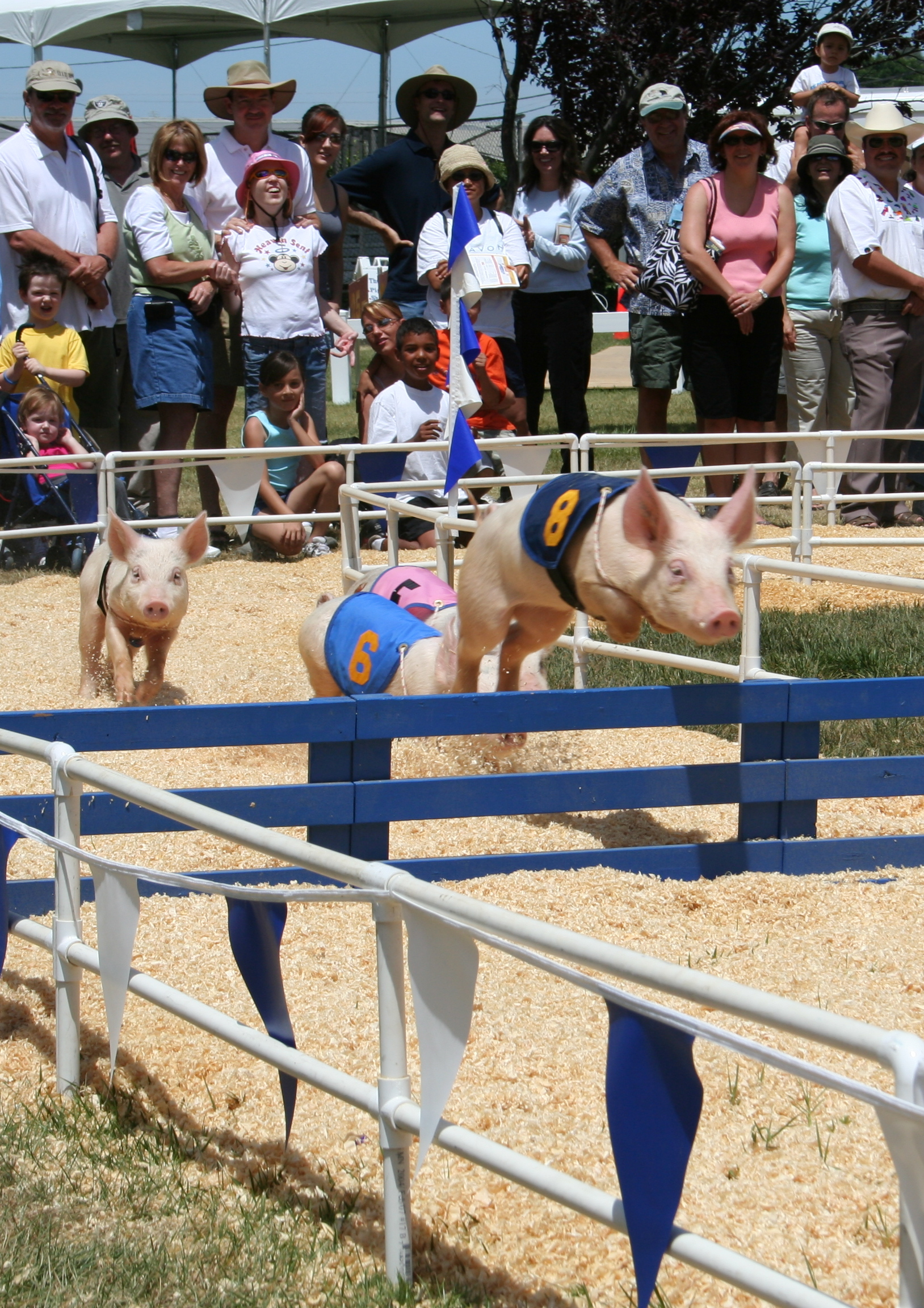
Свині мчать по трасі.

Свинячі перегони (англ. Pig racing) — вид спорту, у якому молоді свині мчаться на невеликій закритій території, яка складається з грунту, штучної трави, гравійної доріжки або вольєрів зі сталевим каркасом. Ці перегони, як правило, суто для розваги чи благодійності, і ставки рідко є частиною них, оскільки перегони є сімейними подіями.

## Обладнання
Свині оснащені жилетами, щоб відрізнити кожну свиню від іншої. Щоб відрізнити свиней, які змагаються, на жилетах є кольорове кодування або номери. Для розваги до жилетів іноді прикріплюють лялькових жокеїв.
Траса включає різноманітні перешкоди, через які свині мають мчати, такі як тунелі, пандуси з шин, тюки сіна та ряд замкнених воріт. Довжина дистанції може змінюватись залежно від типу гонки. Гонка може бути звичайною гонкою на трасі або гонкою з перешкодами. У більшості перегонів у кінці фінішної прямої на свиню-переможця чекає приз, як правило, їжа.

## Країни

### Австралія
В Австралії практикуються свинячі перегони. На MTV Promotions Pig Racing проводяться змагання зі свинячих перегонів, які охоплюють усі великі королівські шоу та проводяться з 1993 року. Свиней тренують за допомогою 4-тижневого курсу, щоб підготувати їх психічно та фізично до перегонів. Свині біжать 50-метрів (55 ярд) доріжка 10-на-20-метрів (11 ярд × 22 ярд) простір і є дві гонки в рамках 15-хвилинної вистави. Свині готуються біля стартових воріт, поки на них одягають кольорові жилети, і вони чекають свистка, перш ніж почати гонку.
Noah's Farm Thoroughbred Pig Racing проводяться з розважальною метою та для збору коштів для різних організацій. Свиней вирощують в умовах вільного вигулу і починають тренувати для участі в перегонах, коли їм виповнюється приблизно 5-6 тижнів. Для забігу п'ять свиней виставляються одна проти одної в кольорових куртках. Розмір доріжки — 14 на 6 метрів (15,3 ярдів × 6,6 ярдів), а як перешкоди використовуються 15-20 невеликих квадратних тюків сіна. Забіг починається з дзвінка в горн, коли свині починають розташовуватися у своїх стартових боксах і чекати на початок забігу. Натовп починає зворотній відлік від п'яти, і після закінчення рахунку відкриваються стартові ворота. На дистанції свині стикаються з шинами, воротами та лабіринтом з тюків сіна. Свині починають брати участь у перегонах, коли їм виповнюється 4 тижні, а після відлучення вони продовжують брати участь у перегонах до 12-15 тижнів. Для кожного забігу з натовпу обирається «розпорядник забігу», який наглядає за перегонами свиней. Дітям дозволяється давати ім'я кожній свині, а найкраще ім'я виграє приз.
Пасхальна виставка 2003 року в Мельбурні провела змагання зі свинячими перегонами на Олімпійському бульварі . У змаганнях брали участь дев'ять поросят, які мчали на дистанції 36 метрів (39 ярд) трек.

### Ірландія
Фестиваль у Портлеазі відомий свинячими перегонами, і його спробували провести в Дарроу під час параду до Дня Святого Патріка в 2009 році.

### Велика Британія
У Беликій Британії практикуються свинячі перегони. Центр рідкісних порід Південної Англії проводить регулярні перегони свиней влітку. Наташа Раскін також прокоментувала, що парк Голл в Освестрі також відомий свинячими перегонами. Перегони поросят стали популярними на Королівській виставці в Норфолку, дистанція яких становить близько 80 метрів (87 ярд) з трьома стрибками за участю різних порід.
Пропозицію Вінчестерського фестивалю сиру та чилі в серпні 2018 року влаштувати біг з перешкодами для шести свиней рідкісних порід через бар'єри було скасовано після того, як група кампанії «Свині не змагаються» зібрала 46 873 підписи в онлайн-кампанії. Благодійна організація Animal Aid зазначила, що «біг перед потенційно гучним натовпом у жахливу спеку… викликав у цих чутливих тварин надмірний стрес, на додаток до страждань і тепла, викликаних транспортуванням». Організатори заявили, що скасували захід через постійну високу температуру та після консультацій із відповідними сторонами.
Joseph's Amazing Racing Pigs має п'ять різних порід свиней для перегонів: темворси, глостерські рябі, сідлбеки, беркшири та оксфордські піщані та чорні. Розміри іподрому — 65 на 5 метрів (71,1 на 5,5 ярдів) трав'яного покриття, обтягнутого мотузкою, і 15 на 15 метрів (16 на 16 ярдів) майданчика, де свині можуть спілкуватися з глядачами. Свиней заохочують бігти по доріжці дресирувальники, які трясуть відром з їжею для свиней. Свиней відлучають приблизно на 10-12 тижнів і вирощують природним шляхом, не одержуючи гормонів росту чи антибіотиків. Коли свині стають занадто великими для перегонів, їх повертають туди, звідки вони прийшли, і замінюють їх новими групами.
На фермі Пеннівелл у Південному Девоні, Англія, щодня проводять свинячі перегони. Вони використовують спеціально виведених свиней, так званих мініатюрних свиней, яких почали розводити в 1992 році. Середньостатистичне порося при народженні важить 250 грамів (8,8 унції).

### США

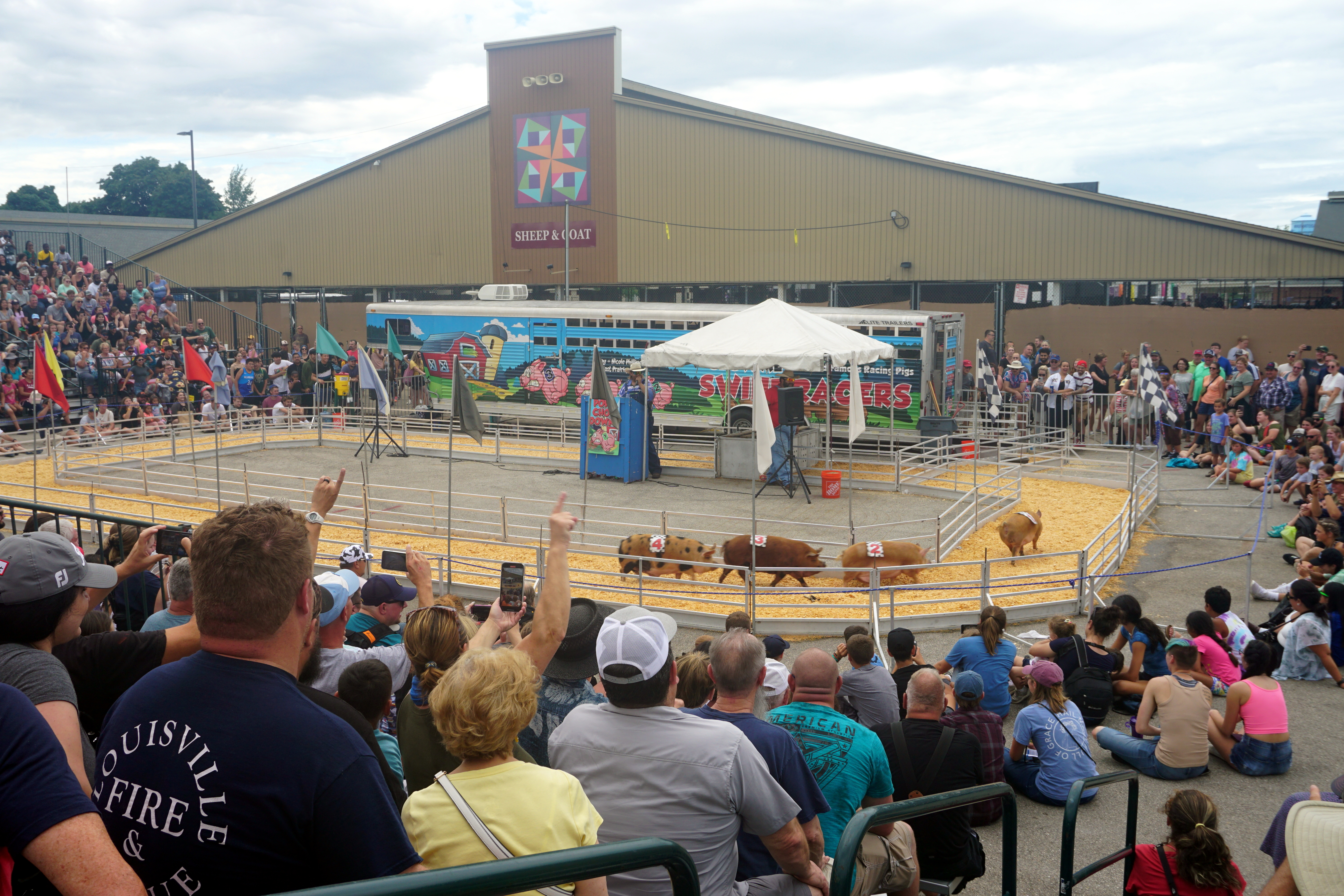
Свинячі перегони на ярмарку штату Вісконсін

Свинячі перегони найбільш популярні на півдні США. У місті Шарлотт, штат Північна Кароліна, перед іншими спортивними подіями час від часу влаштовуватимуть свинячі перегони. Щорічна Г'юстонська виставка худоби та родео вважають себе найбільшими у світі та другим за величиною ярмарком чи фестивалем будь-якого роду в Північній Америці . Окрім професійних родео та виставок худоби, проводяться свинячі перегони. Бейсбольна команда нижчої ліги « Сент-Пол Сейнтс» проводить перегони на своєму стадіоні під час окремих домашніх ігор.
Найновіше шоу зі свинячими перегонами, що проходить Сполученими Штатами, називається Hot Dog Pig Races, яке включає перегони свиней і такс. Ви можете знайти їх на ярмарках і фестивалях, таких як Meadowlands State Fair, Нью-Джерсі; Ocean County Fair, Нью-Джерсі; Dundalk Heritage Festival, Меріленд; і Pig Gig Bay City, Мічиган. All-Alaskan Racing Pig, Сью Ві Пігс і перегони потворних свиней — це інші шоу, які подорожують Сполученими Штатами. З 1992 року в ресторані Bear Creek Saloon and Steakhouse у місті Беар-Крік, штат Монтана, проводяться свинячі перегони протягом літнього сезону.
All-Alaskan Racing Pig проводить змагання з перегонів свиней на північному заході Сполучених Штатів, де свині змагаються на 91-метр (100 ярд) ривок і 46-метрів (50 ярд) смуга з перешкодами. Під час кожного шоу дві команди по чотири свині змагаються на рівних доріжках і з високими бар'єрами. Наприкінці кожного шоу проводиться чемпіонат. Перегони в основному призначені для розваг, оскільки вони призначені лише для «чистої розваги». Вони використовують Gloucestershire Old Spots для перегонів і починають тренуватися, коли їм виповнюється приблизно 10 тижнів. Вони подорожують з 10 свинями, вісім для щоденних перегонів і двома запасними. Свині мчаться чотири рази на день.
Bob Hale Racing Stables проводить свинячі перегони на ярмарку штату Мічіган, у якому 19 свиней беруть участь у семи безкоштовних щоденних шоу. Свині мчаться навколо 27-метрів (90 фут) овальна доріжка з 20-сантиметрів (8 дюйм) бруси як перешкоди для перестрибування. Свині навчені, і їм потрібно чотири 8-годинні дні, щоб пройти коло. Свині біжать від лінії старту до загону, де є корм. Коли вони закінчують їсти їжу, свині повертаються на стартову лінію, а їжа на загоні поповнюється. Вони знову біжать за їжею. Свиней перевіряють ветеринари, якщо хтось із них захворіє після карнавалу чи події.
Vogel's Pig Racing проводить перегони на багатьох державних ярмарках. Свиням три місяці, вони мчатимуть навколо серії червоних загонів, створених як круговий іподром. Свиней можна навчити бігати за три дні. На ярмарку штату Південна Дакота в Гуроні свиней розділили на три групи: чоловічу, жіночу та наскар.[прояснити] У кожному дивізіоні змагаються три свині вагою близько 27—29 кілограмів (60—65 фунт) кожен. У кінці фінішу на свиню, яка першою перетне фінішну пряму, чекатиме Oreo.
У Leader Area Pig Races проводяться окружні ярмарки, спеціальні заходи та привілеї від Дня пам'яті до Дня праці. Вони використовують п'ятьох свиней одночасно для перегонів на кільцевій трасі. Свиней називають на честь людини в натовпі, а призи, виграні свинею-переможцем, присуджуються як свині, так і людині з натовпу. Спочатку це мали бути змагання з азартними іграми/ставками, але штат Міннесота не дозволив грати на свинях, тому подія стала сімейною. Щоб навчити свиней перегонам, потрібно два тижні. Перший тиждень навчання — це навчання свиней бігати по трасі, підкуповуючи їх пончиками на фініші. Другий тиждень присвячується привчанню свиней до великого скупчення.
Swifty Swine Productions демонструє перегони свиней на виставці округу Франклін у Грінфілді, штат Огайо. Свинячі перегони проводяться на трасі «Pork Chop International Speedway» і включають дві гонки: одну з поросятами, а іншу — з дорослими. І поросятам, і дорослим свиням дають імена, створені за іменами знаменитостей, таких як Бред Піг, Кевін Бекон, Джастін Бейбоар та Елвіс Пігслі. Коли ворота відчиняться, свині мчать навколо доріжки, змагаючись за печиво Oreo на срібній тарілці в кінці фінішу. Змагання проводяться по суботах і неділях. Після кожної гонки свині повертаються до свого трейлера, щоб подрімати й чекати наступної гонки. Однак, якщо вони не повертаються до трейлера, вони залишаються, щоб сфотографуватися з публікою. Спонсором перегонів виступає Greenfield Farmers Cooperative Exchange.
PigTuckey Derby — свинячі перегони, які проводяться на Денверській фермі щоосені.
The Bengston's Pumpkin Farm і Fall Fast часто проводять свинячі перегони. Свині носять кольоровий пронумерований нагрудник під час перегонів по трасі.

## Міжнародні змагання
Свинячі перегони також трапляються під час Свинячої Олімпіади. У перегонах беруть участь 12 свиней із семи країн, кожна свиня має нагрудник з номером. Ставки відбуваються на Олімпіаді зі свинями. Після того, як свині беруть участь в Олімпійських іграх свиней, «вони продовжують вирощувати нове покоління спортивних свиней».

## Суперечки
Існують суперечки щодо свинячих перегонів, оскільки дехто вважає їх жорстоким видом спорту. Деякі люди протестують проти скасування змагань зі свинячими перегонами. Один зоозахисник запустив онлайн-петицію про припинення перегонів свиней на фестивалі Arklow Seabreeze, який проходив у Віклоу, Ірландія, яку підписали понад 2400 людей. Свині беруть участь у перегонах, які тривають годину, пробігаючи дистанцію п'ять разів на загальну відстань близько 30 метрів (33 ярд) . Комітет фестивалю цитує слова, що «добробут свиней є для нас надзвичайно важливим і важливим… свинар також присутній, щоб гарантувати, що жодній із його свиней не буде завдано шкоди чи жорстокості». Перегони все ж відбулися, оскільки фестивальний комітет захистив подію, сказавши, що багато інших ірландських фестивалів проводять перегони свиней.
Інший випадок був помічений у таверні «Паддінгтон» у Брісбені, Австралія, де активісти захисту прав тварин протестували та закликали скасувати змагання зі свинячими перегонами. Однак захід мав підтримку Королівського товариства запобігання жорстокому поводженню з тваринами (RSPCA).
У пабі Comet у Сантрі проходять перегони свиней на фестивалі День незалежності США у Дубліні, Ірландія. Головною подією фестивалю є перегони поросят, а всі зібрані кошти передані двом благодійним організаціям. У 2018 році подія зі свинячими перегонами привернула увагу громадськості, що призвело до протестів за скасування події. Це сталося через проблеми зі здоров'ям через спеку в день гонки, яка була 26 °C (79 °F) . Для проведення заходу паб підтримали Gardai, міська рада Дубліна та пожежна бригада Дубліна . Ветеринар з Департаменту сільського господарства погодився контролювати перегони, щоб переконатися, що зі свинями все гаразд. Шість поросят носили на спині лялькових жокеїв і мчали вниз по рампі до пабу, стрибаючи через перешкоди. Протестувальники заявили, що це жорстоко, коли свиней пускають на галасливу доріжку з сонцем на їхній шкірі. У відповідь у пабі зазначили, що «це робиться весело, а не небезпечно».